# Miguel Sandín
Miguel Sandín (Madrid, 1963) es un escritor español, conocido por ser autor de novelas de diversos géneros (psicológica, histórica, comedia, juvenil), así como de algunas obras de teatro infantil. 

## Biografía
Miguel Sandín nació en Madrid, en el año 1963. Licenciado en Filosofía por la Universidad Complutense de Madrid, en donde participó de la creación de la revista Tales y ejerció como crítico literario. Trabajó como actor y director en compañía de teatro Karmesí. Hoy trabaja como profesor de Filosofía e Historia en Madrid, desde el año 1990, ocupación que compagina con la creación literaria y la publicación de novelas.
Es autor de varias obras de teatro infantil, novelas juveniles y novelas adultas . Su primera novela para adultos, El Gusano del mezcal, publicada en el año 2008, tuvo un éxito relevante y fue traducida al francés. Ganó el Premio Hache de Literatura Juvenil en el año 2011 con su novela Expediente Pania, y resultó finalista en la septuagésimo primera edición del Premio Nadal en el año 2015 con su novela Por si acaso te escribí.

## Obras
- Haciendo diabluras y El espíritu del bosque (Editorial CCS, 1996)
- Un tesoro bajo el volcán y El jardinero (Editorial CCS, 1997)
- Súper-David y Compañía y Un tigre muy payaso (Editorial CCS, 1998)
- El Hada Desmemoriada (Editorial CCS, 2001)
- El Gusano del mezcal (Edebé, 2008)
- Expediente Pania (Edebé, 2009)
- Piensa también en el azar (Edebé, 2010)
- Por si acaso te escribí (Premium Editorial, 2017)
- El hermano del tiempo (Bambú Editorial, 2017)
- El Lazarillo de Torpes (La Esfera de los Libros, 2018)
- La Tripulación del Utopía (Pez de Plata, 2019)
- El Silencio de la Rana (Bambú Editorial, 2019)
- Diamantes y otros demonios (Cuadernos del Laberinto, 2019)

## Premios
- Premio Hache de Literatura Juvenil 2011 por Expediente Pania
- Finalista LXXI Premio Nadal de Novela 2015 por Por si acaso te escribí
- Finalista Juvenil Latino Book Awards 2020 por "El silencio de la rana"
- Finalista Premio Azagal 2021 por "El silencio de la rana"